# Hecker Ádám
Hecker Ádám (Kaposszekcső, 1905. június 8. – Budapest, 1985. augusztus 27.) metodista lelkész, szuperintendens.

## Családi háttér, tanulmányok
Hecker Ádám édesapja Johann Hecker telkes gazda volt, aki 1870. július 10-én született a dél-dunántúli Kaposszekcsőn. 1893. május 16-án feleségül vette Elisabetha Katharina Wekerle evangélikus hajadont, aki 1871. október 21-én, Felsőnánán született. Valamennyi gyermekük – Éva, Erzsébet, Katalin, János, Henrik, Ádám – Kaposszekcsőn született. A testvérek közül Erzsébet és Katalin diakonisszák, Henrik és Ádám lelkészek lettek a metodista egyházban.
Dombóváron járt gimnáziumba, 1924-ben érettségizett a Királyi Katolikus Esterházy Miklós Nádor Gimnáziumban. Teológiai tanulmányait a németországi Frankfurt am Main-ban a Püspöki Methodista Egyház Teológiáján végezte. John L. Nuelsen metodista püspök 1928-ban diakónussá, 1929-ben vénné (lelkésszé) szentelte. A diakónusi és lelkészi szentelésben egyszerre részesült Dékány Elemérrel és Haszits Jánossal.

## Egyházi szolgálatai
Első szolgálati helye a Györkönyi Körzet (1929–1932) volt, 1932-től a Pesti Német Gyülekezet vezetésére kapott megbízatást. 1941-ben felügyeleti megbízást kapott a Pesti Német Gyülekezet mellett, a Györkönyi, a Miskolci, a Nyíregyházi és az Ungvári körzetek felett. 1940-41-ben, 1944-ben frontszolgálatot teljesített, 1945-ben amerikai hadifogoly volt.
A második világháború alatt Hecker Ádám személyes barátja és lelkigondozója volt Carl Lutz-nak, a svájci követség metodista alkonzuljának, több tízezer fővárosi zsidó megmentőjének, aki budapesti tartózkodása idején a Pesti Német Metodista Gyülekezetet rendszeresen látogatta. Hecker Ádámot 1947 elején a Nyíregyházi Körzet vezetésével bízták meg, Nyíregyházáról néhány évig a Miskolci Körzet felügyeletét is ellátta. 51 éves korában, 1956-ban választották meg szuperintendensnek Szécsey János utódjaként. Egyházvezetői munkáját nyugdíjba meneteléig, 1974-ig végezte. 1974-79-ben nyugdíjasként Pécsett és Hidason, 1980-82-ben Budapesten helyettesített.